# Bouhans-et-Feurg
Bouhans-et-Feurg település Franciaországban, Haute-Saône megyében. Lakosainak száma 239 fő (2022. január 1.). Bouhans-et-Feurg Auvet-et-la-Chapelotte, Autrey-lès-Gray, Chargey-lès-Gray, Nantilly és Poyans községekkel határos.

## Népesség
A település népességének változása:
| Lakosok száma | 282  | 253  | 257  | 239  | 238  | 238  | 237  | 238  | 239  |
|               | 2013 | 2015 | 2016 | 2017 | 2018 | 2019 | 2020 | 2021 | 2022 |